# Гаспар де Коліньї
Гаспа́р де Шатійо́н Коліньї́ (нар. 16 лютого 1519 — 24 серпня 1572) — адмірал Франції (1552), лідер гугенотів (1569). В 1560 році відкрито проголосив себе кальвіністом, брав активну участь у всіх релігійних війнах того часу. Став першою жертвою Варфоломіївської ночі. Натовп відрубав йому руки та ноги, труп було повішено на шибениці Монфокона.
Гаспар де Коліньї походив зі стародавнього, але не дуже знатного бургундського роду. Його батьки, Гаспар I де Коліньї, маршал Франції, та Луіза де Монморансі, сестра майбутнього констебля Франції Анна де Монморансі, мали 5 дітей, в тому числі, трьох синів — Оде, кардинала де Шатильон, Гаспара і Франсуа, сеньйора д'Андело, які зіграли важливу роль під час Релігійних війн у Франції.